# Howden (Yorkshire de l'Est)
Pour les articles homonymes, voir Howden.
Howden est une ville du Yorkshire de l'Est en Angleterre.

## Description
Elle est située à environ 75 km au sud-sud-est de York et à 2 km de l'Ouse. 

## Histoire
Howden était connue au XIXe siècle pour son importante foire aux chevaux. 
Guillaume le Conquérant a donné la ville aux évêques de Durham en 1080. Il y reste des ruines d'un palais des évêques de Durham.